# Optisches Glas

Das Abbe-Diagramm gibt eine Übersicht von Brechungsindex und Abbe-Zahl von optischen Glassorten.

Unter optischem Glas versteht man Glas zur Fertigung von optischen Bauteilen (wie Linsen, Prismen und Spiegel) für optische Systeme wie zum Beispiel Objektive, Mikroskope oder Fernrohre.
Optisches Glas unterscheidet sich chemisch nicht notwendig von normalem Glas, aus dem etwa Fensterscheiben hergestellt werden, jedoch werden durch gezielt eingebrachte chemische Zusätze seine optischen Eigenschaften genau eingestellt. Die optischen und mechanischen Eigenschaften werden zusätzlich von den Herstellern genau kontrolliert und dokumentiert.

## Optische und physikochemische Eigenschaften
Die optischen Eigenschaften, die von entscheidender Bedeutung für die Verwendung des Glases für optische Bauteile sind, werden bei der Herstellung des Glases innerhalb enger Toleranzen eingehalten und wesentlich genauer kontrolliert als z. B. bei Fensterglas. Weiterhin werden sie vom Hersteller für jede Glassorte genau dokumentiert. Dazu zählen:
- Der Brechungsindex {\displaystyle n} und dessen Abhängigkeit von der Wellenlänge des Lichts (Dispersion). Letztere wird vor allem durch die Abbe-Zahl {\displaystyle \nu _{d}} charakterisiert. Zur genaueren Beschreibung der Dispersion werden Teildispersionen und oft auch die Koeffizienten einer Dispersionsformel wie der Sellmeier- oder der Cauchy-Gleichung angegeben.
- Abweichungen von der Homogenität des Glases, wie Schlieren (bandförmige kurzreichweitige Schwankungen des Brechungsindex innerhalb eines Glasbauteils im Bereich von 0,1 mm bis 2 mm)[1] oder der Gehalt an Blasen und anderen Einschlüssen.
- Eigenschaften die für die Fertigung von optischen Bauteilen und deren Verhalten im Einsatz von Bedeutung sind, wie etwa die Schleifbarkeit, Wärmeausdehnung, Änderung des Brechungsindex mit der Temperatur oder die Empfindlichkeit gegen chemische Einflüsse (Glaskorrosion).

## Arten und Bezeichnung optischer Gläser

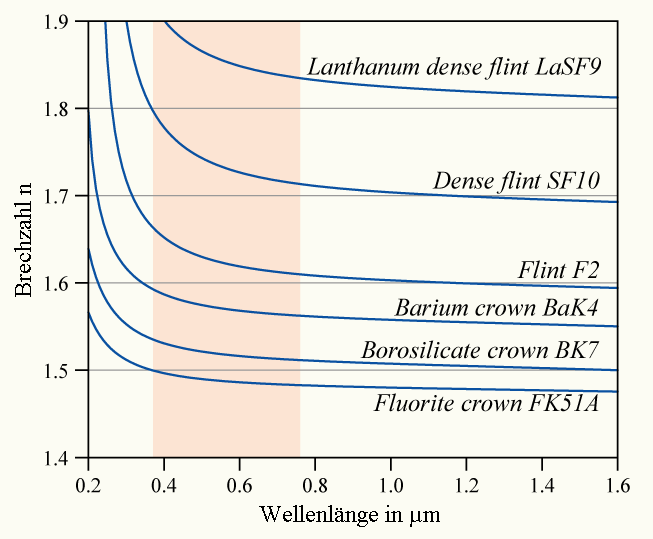
Abhängigkeit des Brechungsindex von der Wellenlänge für einige optische Glassorten.

Es gibt heute über 250 optische Gläser. Sie basieren hauptsächlich auf den zwei wichtigsten Glasfamilien Kronglas K (engl. crown) und Flintglas F (engl. flint). Zusätzlich wird bei der Bezeichnung der Schott-Gläser mit dem Zusatz S für „Schwer“ (engl. dense) ein hoher Brechungsindex und mit L für „Leicht“ (engl. light) ein niedriger Brechungsindex angezeigt (z. B. Schwerflintglas SF6, oder Leichtflintglas LF5). Zusätzliche chemische Komponenten, die entscheidend für die optischen Eigenschaften sind, werden bei der Bezeichnung den Hauptglassorten vorangestellt (z. B. Barium-Kronglas N-BaK4 bzw. S-BAL14 oder Fluor-Kronglas FK). Umweltverträgliche arsen- und bleifreie Gläser werden zusätzlich bei Schott mit N- (z. B. N-BK7) bzw. S- bei Ohara (z. B. S-BSL7) gekennzeichnet. Ausnahmen bilden Gläser, die unter ihrem Markennamen geführt werden, wie zum Beispiel der glaskeramische Werkstoff Zerodur.
| Glasart                 | Schott AG | Hoya K.K. | Corning Inc. | Ohara Inc. | Dichte in g/cm³ | nd   | {\displaystyle \nu _{d}} |
| ----------------------- | --------- | --------- | ------------ | ---------- | --------------- | ---- | ------------------------ |
| Quarzglas               |           |           |              |            | 2,20            | 1,46 | 68                       |
| Fluor-Kronglas          | N-FK51A   |           |              |            | 3,68            | 1,49 | 85                       |
| Kronglas                | N-K5      | C5        |              | S-NSL5     | 2,59            | 1,52 | 60                       |
| Borosilikat-Kronglas    | N-BK7     | BSC7      | BSC B16-64   | S-BSL7     | 2,51            | 1,52 | 64                       |
| ZERODUR®                |           |           |              |            | 2,53            | 1,54 |                          |
| Barium-Kronglas         | N-BaK4    | BaC4      |              | S-BAL14    | 3,05            | 1,57 | 56                       |
| Leichtflintglas         | LF5       | FL5       |              |            | 3,22            | 1,58 | 41                       |
| Schwerkronglas          | N-SK4     | BaCD4     |              | S-BSM4     | 3,54            | 1,61 | 59                       |
| Flintglas               | F2        | F2        |              |            | 3,60            | 1,62 | 36                       |
| Schwerflintglas         | N-SF10    | E-FD10    | FeD D28-28   | S-TIH10    | 3,05            | 1,73 | 29                       |
| Schwerflintglas         | SF6       | FD6       | FeD E05-25   |            | 5,18            | 1,81 | 25                       |
| Schwerflintglas         | N-SF6     | FD60      |              | S-TIH6     | 3,37            | 1,81 | 25                       |
| Lanthan-Schwerflintglas | N-LaSF9   | TaFD9     |              | S-LAH71    | 4,41            | 1,85 | 32                       |

## Chemische Zusammensetzung und Transmissionsbereich
Die folgende Tabelle gibt die chemische Zusammensetzung in Gewichtsprozent sowie den Transmissionsbereich einiger wichtiger optischer Glassorten wieder. Die Transmissionsbereiche sind ungefähre Angaben und variieren leicht in den Unterglassorten. Weiterhin ist die Transmission von der Glasdicke abhängig.
| Glasart                          | SiO2 | Al2O3 | Na2O | K2O | CaO | P2O5 | B2O3 | PbO | BaO | Li2O | TiO2 | ZrO2 | ZnO | MgO | Nb2O5 | Transmissionsbereich |
| -------------------------------- | ---- | ----- | ---- | --- | --- | ---- | ---- | --- | --- | ---- | ---- | ---- | --- | --- | ----- | -------------------- |
| Quarzglas                        | 100  |       |      |     |     |      |      |     |     |      |      |      |     |     |       | 200…3000 nm          |
| Borosilikatglas                  | 80   | 3     | 4    | 0,5 |     |      | 12,5 |     |     |      |      |      |     |     |       | 350…2000 nm          |
| Kronglas (K)                     | 73   | 2     | 5    | 17  | 3   |      |      |     |     |      |      |      |     |     |       | 350…2000 nm          |
| Borosilikat-Kronglas (BK7)       | 70   |       | 8,4  | 8,4 |     |      | 10   |     | 2,5 |      |      |      |     |     |       | 350…2300 nm          |
| Flintglas (F)                    | 62   |       | 6    | 8   |     |      |      | 24  |     |      |      |      |     |     |       | 400…2500 nm          |
| ZERODUR®                         | 55,4 | 25,4  | 0,2  | 0,6 |     | 7,2  |      |     |     | 3,7  | 2,3  | 1,8  | 1,6 | 1   |       | 400…2700 nm          |
| Schwerflintglas (SF6)            | 27,3 |       |      | 1,5 |     |      |      | 71  |     |      |      |      |     |     |       | 380…2500 nm          |
| Schwerflintglas (N-SF6 / S-TIH6) | 25   |       | 10   | 10  | 10  |      |      |     | 10  |      | 25   | 1    |     |     | 5     | 400…2000 nm          |

## Kombination optischer Gläser
Die Glashersteller bieten ein breites Sortiment von Glassorten mit verschiedenen Brechungs- und Dispersionseigenschaften an. Je mehr Gläser ein Konstrukteur zur Auswahl hat, welche er in einem optischen System (z. B. einem Objektiv) kombinieren kann, desto besser lassen sich die Abbildungsfehler korrigieren.
Beispielsweise lässt sich durch die Verwendung von zwei Gläsern mit verschiedener Abbe-Zahl ein achromatisches Objektiv realisieren, dessen chromatische Aberration (Farbfehler) weitgehend korrigiert ist. Der verbleibende Rest des Farbfehlers wird sekundäres Spektrum genannt. Mit drei verschiedenen Gläsern, von denen mindestens eines ein Glas anomaler Dispersion ist, kann ein Apochromat gebaut werden, bei dem auch das sekundäre Spektrum beseitigt ist und der so gut wie keinen Farbfehler mehr aufweist.

Auswirkung des unterschiedlichen Dispersionsverhaltens von Kronglas und Flintglas am Beispiel von Sammellinsen.
Kombination von Kronglas und Flintglas in einem Achromaten zur Korrektur der chromatischen Aberration.
Beseitigung des sekundären Spektrums in einem Apochromaten durch Verwendung von mehreren optischen Glassorten.

Darüber hinaus ist es auch für die Korrektion der nicht chromatischen Abbildungsfehler hilfreich, Gläser mit vielfältigen Kombinationen von Brechungsindex und Abbe-Zahl zur Verfügung zu haben, insbesondere auch sogenannte hochbrechende Gläser, die einen hohen Brechungsindex bei gleichzeitig hoher Abbe-Zahl besitzen.